# Лионне
Лионне́ (фр. Lyonnais) — историческая область во Франции, на территории преимущественно современных департаментов Луара и Рона. Площадь — около 8000 км2. Главный город — Лион.
Провинция Лионне в свою очередь делилась на 3 другие провинции:
- Пла-пеи-дё-Лионне (фр. Plat pays de Lyonnais), обязанная платить талью
- город Лион, освобождённый от уплаты тальи
- Фран-Лионне (фр. Franc-Lyonnais), маленькая провинция, освобождённая от уплаты тальи

Вместе с двумя другими провинциями — Божоле и Форе — Лионне входил в состав в Лионского генералитета.
Лионне, как и все другие французские провинции, была упразднена и преобразована в департаменты законом от 4 января 1790 года, во время Великой французской революции.